# Kammspitz
Der Kammspitz (auch Kammspitze) ist mit 2139 m ü. A. der höchste Gipfel im Kemetgebirge, einer östlichen Untergruppe des Dachsteingebirges. Er ist die markanteste, durch scharfe Gratspitzen gegliederte Erhebung in einer etwa 30 km langen Bergkette, die sich vom Hohen Dachstein (2995 m) genau nach Osten bis zum Grimming (2351 m) erstreckt.  Nach Süden fällt der Bergstock steil ins Steirische Ennstal ab, während er nach Norden über die Kammalm und den Miesbodensee in eine verkarstete, überwiegend bewaldete Hochfläche mit Gipfeln zwischen 1600 und 1800 m übergeht.
Im Verlauf der Bergkette liegt einige Kilometer westlich der Stoderzinken (2048 m), auf den eine Mautstraße führt. Nach Osten fällt der Berg um über 1000 m in das Salzatal ab, das mit dem Salza-Stausee einen tiefen Einschnitt im weiteren Gebirgsverlauf zum Grimming bildet.
Die übliche Tour beginnt in Gröbming im Ennstal und führt steil über die sonnenausgesetzte Südseite auf den Gipfel, der eine weite Aussicht zum Dachstein, ins Ausseer Land sowie nach Süden ins Ennstal und zu den Schladminger Tauern bietet. Im weiteren Verlauf steigt man zum Miesboden ab und kehrt westwärts über den Einschnitt der Öfen ins Ennstal zurück.
Besonders eindrucksvoll ist der Anblick des zackigen Grats der Kammspitze von Bad Mitterndorf, der auch zum Namen geführt hat.